# Namborn
Namborn est une commune située dans l'arrondissement de Saint-Wendel, dans le Land de la Sarre en Allemagne.
La commune est située à 7 km au nord de Saint-Wendel et à 25 km au nord de Idar-Oberstein.

## Localisation
Namborn est situé dans une chaîne de montagnes basses et boisées entre les rivières Nahe et Blies dans le parc naturel Sarre-Hunsrück. L'altitude la plus élevée est le Friedenberg à Hirstein à 509 m ; le point le plus bas est à 298 m à Urweiler, où le Todbach quitte Namborn pour St-Wendel. Les monuments naturels reconnus sont le Wendalinushöhle (grotte de Wendelin) à Baltersweiler, un tilleul historique à Furschweiler, la paroi rocheuse Allerbach à Namborn et 3 chênes à Roschberg.

## Histoire
Au cours de l'époque celtique et romaine, de nombreuses découvertes, ou partiellement exposées dans les communes de Baltersweiler, Eisweiler, Farschweiler, Bornerhof, Heisterberg, Hirstein, Namborn et Ruschberg, témoignent d'une implantation précoce dans cette région. Le château de Liebenburg, probablement construit vers 1200 et documenté pour la première fois en 1220, est une autre indication de l'importance de la région.
Au fil du temps, les différentes parties du district ont appartenu à diverses autorités régionales et ont changé de mains à plusieurs reprises entre le contrôle français et allemand. Le district a pris sa composition actuelle à la suite de la restructuration administrative qui a pris fin en 1975.

## Personnalités liées à la ville
- Aloys Ohlmann (1938-2013), peintre né à Baltersweiler.

## Jumelage
- Langeac (France) depuis 1987